# Alfred Wróblewski
Alfred Wróblewski (ur. 2 czerwca 1861 w Józefinie, zm. 1943 w Rzymie) – polski duchowny rzymskokatolicki, protonotariusz apostolski (infułat), pisarz i poeta, kompozytor pieśni, w latach 1877–1908 w zakonie jezuitów.

## Życiorys
Urodził się 2 czerwca 1861 w Józefinie k. Kobrynia, w 1877 wstąpił do zakonu jezuitów. W latach 1886–1889 wykładał język polski i język francuski w Zakładzie Naukowo-Wychowawczym Ojców Jezuitów w Chyrowie. 26 czerwca 1892 przyjął święcenia kapłańskie. W latach 1894–1908 pracował z przerwami (w latach 1896–1897 i 1900–1901 pracował w Krakowie, w latach 1901–1902 był misjonarzem ludowym w Nowym Sączu) we Lwowie, gdzie był kaznodzieją i moderatorem Sodalicji Mariańskiej, a także jednym z redaktorów kierowanego do robotników pisma „Jedność”. Z uwagi na stan zdrowia czasowo zaprzestał działalności publicznej i za radą lekarzy wjechał na południe. Jednocześnie złożył wniosek o zwolnienie ze ślubów zakonnych, a uzyskawszy tę decyzję został skierowany we wrześniu 1908 do diecezji żytomierskiej jako kapłan świecki. Od 1910 pracował w USA, w Pensylwanii.
Od lipca 1920 do września 1924 był proboszczem parafii św. Stanisława w Shenandoah w stanie Pensylwania. Po wyjeździe z probostwa w Shenandoah w 1924 został mianowany na stanowisko prałata i kanonika Bazyliki św. Jana Laterańskiego w Rzymie. Otrzymał tytuł infułata. Uzyskał stopień doktora. Był także pisarzem, poetą oraz kompozytorem pieśni kościelnych.
Zmarł w marcu 1943 w Rzymie w wieku 82 lat.

## Publikacje
- Ceremoniał przyjęcia do Solidacji Mariańskich ułożony na mocy uchwały Zjazdu Moderatorów i Delegatów Sodalicji 3 i 4 czerwca 1903 (1904, Kraków)[7]
- Sodalicya Maryańska. Czem jest – jak ją zakładać i prowadzić? (1904)
- Sodalis Marianus bł. Andrzej Bobola T.J. umączony za wiarę dn. 16 maja 1657 r. (1907, Lwów)
- Mowa na pogrzebie ś. p. Władysława Przybysławskiego (1908, Lwów)
- Obraz łaskami słynący apostoła patryarchy Orman św. Grzegorza Illuminatora w archikatedralnym kościele ormiańskim we Lwowie (1909, Lwów)
- Godzina Boża dla pań (1909, Lwów)
- Zdrowaś Maryo, Boga Rodzico, czyli 32 czytania świąteczne, majowe i różańcowe (1910, Lwów)[8]
- „Sylwetki i fraszki”. Zbiorek utworów poetycznych Alfreda Wróblewskiego. T. 1 (1917)
- „Hej kolenda”. Szesnaście nowych pieśni na Boże Narodzenie (1918, Chicago)
- Piętnaście nowych pieśni polskich i łacińskich (1918, Chicago)[9]
- Bóg i Ojczyzna. Wiązanka utworów poetycznych (1918, Filadelfia)[10]
- Z łez i promieni. Zbiór pieśni i wierszy o Polsce w latach 1915–1919 (1919, wyd. 2, Filadelfia)
- Dzieciom Polskim. Ten drugi zbiorek pieśni i wierszy poświęcam (1919, Filadelfia)[11]
- Marsz żałobny (1920)[12]
- Andrzej Bobola. Kapłan – misyonarz Tow. Jez., największy męczennik Polski. Na podstawie autentycznych źródeł (1920)[13]
- Budujemy ojczyźnie dom. Śpiew na cztery głosy mieszane (1921, Filadelfia)[14]
- Polskie boje – polskie woje. Zbiór pieśni i wierszy o Polsce w latach 1915–1921 (1922, wyd. 3)
- Z wyraju. Trzeci zbiór wierszy o Polsce (1923, Chicago)[15]
- Roma – Amor. Rzym papieży w poezyi jako vade-mecum pielgrzyma (1925, Rzym)[16]
- Te es Petrus. Krótkie poematy stu Świętych i Błogosławionych Papieży – wraz ze wspomnieniem historycznem roku jubileuszowego 1925[16]
- Non Prævalebunt. Nie zwyciężą go! Historyczny opis sporów i walk Korony przeciw Tiarze – zakończonych zawsze Canossą[16]
- Papieże Lateranu. Wraz z historycznym szkicem tej pierwszej i najczcigodniejszej Katedry Biskupów Rzymu – Papieży (1929, Rzym)[17][16]
- Na drugi brzeg (1929, Rzym)[18]
- Kwiaty z ogrodów papieży. Papieże świętych polskich. Pius XI (1930, Rzym-Albano)
- Litania loretańska w poezji (1930, Rzym)
- „Boża pieśniarka”. Św. Teresa od Boskiego Dzieciątka (1932, Rzym)[19]
- Krucjata miłości pod wodzą św. Tereni od bożego dzieciątka (1932, Rzym)[20]
- Głos świętej Tereni od Boskiego Dzieciątka do polskiej młodzieży (1933, Rzym-Albano)
- Głos świętej Tereni od Boskiego Dzieciątka do polskiej młodzieży (1934, Rzym-Albano)
- Matko! pod twoją obronę. Czytania majowe i różańcowe (1935, Rzym)[21]
- Perły z ostatnich dni życia ziemskiego Św. Tereni od Dzieciątka Jezus i Najśw. Oblicza (1935, Rzym)[22]
- Zbiór pieśni śpiewanych ku czci św. Tereni od Boskiego Dziecięcia w jej kościele w Łaziskach (1935, Rzym)[23]
- Jakim ma być apostoł świecki i jak urabiając go doń przemawiać należy. Odczyt na zebraniu kapłanów w Lublinie 1935 (1935, Rzym)[24]